# 楓丹白露 (佛羅里達州)
楓丹白露（英語：Fountainbleau）是位於美國佛羅里達州邁阿密-戴德縣的一個人口普查指定地區。

## 地理
楓丹白露的座標為25°26′13″N 80°20′45″W / 25.43694°N 80.34583°W，而該地最高點為海拔高度1米（即3英尺）。

## 人口
根據2010年美國人口普查的數據，楓丹白露的面積為11.70平方千米，當中陸地面積為11.40平方千米，而水域面積為0.30平方千米。當地共有人口59549人，而人口密度為每平方千米5,089人。